# Zachary Wadsworth
Zachary Wadsworth (Richmond, 1983) is een Amerikaans componist, muziekpedagoog zanger (tenor) en pianist.

## Levensloop
Wadsworth studeerde aan de bekende Eastman School of Music in Rochester en behaalde zijn Bachelor of Music (2005). Verder studeerde hij aan de Yale-universiteit in New Haven en behaalde zijn Master of Music (2007). Zijn studies voltooide hij aan de Cornell University in Ithaca en promoveerde aldaar tot Doctor of Musical Arts met de D.M.A. thesis Britten's Fixed Triads: tonal stasis and arpeggiation in three of his operas. Tot zijn docenten in compositie behoorden Steven Stucky, Martin Bresnick, Ingram Marshall, Ezra Laderman en David Liptak.
Hij was docent aan het Interlochen Center for the Arts en is tegenwoordig docent aan de Universiteit van Calgary. Verder is hij werkzaam als uitvoerend tenor en pianist.
Als componist won hij al verschillende prijzen zoals de Howard Hanson Large Ensemble Prize van de Eastman School of Music (2005), de Long Leaf Opera One-Act Opera Competition (2007), de 1e prijs tijdens de Lotte Lehmann Foundation Art Song Competition in 2007 georganiseerd door de American Society of Composers, Authors and Publishers (ASCAP), drie keer de Morton Gould Young Composer Awards georganiseerd door dezelfde institutie en de King James Bible Composition Award (2011).

## Composities

### Werken voor orkest
- 2003 Dirge, voor orkest
- 2007 Point - Line - Plane, voor orkest
- 2009 Variations on an Unheard Theme, voor kamerorkest

### Werken voor harmonieorkest
- 2010 A Symphony of Glances
  1. Three birds flew over the red wall into the pit of the setting sun. O daring, dooméd birds that pass from my sight.
  2. Down the long desolate streets of stars
  3. Sounds fluttered, like bats in the dusk.
  4. Over a void, a desert, a flat empty space, - Came in waves, like winds, - The sound of drums, in lines, sweeping like armies. - ...Dreams of soft notes - Sail as a fleet at eve - On a calm sea

### Muziektheater

#### Opera's
| Voltooid in | titel            | aktes  | première                                             | libretto                                                |
| ----------- | ---------------- | ------ | ---------------------------------------------------- | ------------------------------------------------------- |
| 2004        | Venus and Adonis | 1 akte | 28 februari 2005, Rochester, Eastman School of Music | William Shakespeare, geadapteerd door Gretchen Snedeker |

### Vocale muziek

#### Passie-muzieken
- 2008 The Passion According to Matthew, voor solisten, gemengd koor en orgel - tekst: King James Version
- 2009 The Passion According to St. John, voor solisten en gemengd koor - tekst: Bijbel

#### Werken voor koor
- 2003 Let all Mortal Flesh Keep Silence, voor gemengd koor
- 2003 O Saving Victim, voor sopraan, alt, tenor, bas en gemengd koor - tekst: Thomas van Aquino, Engelse vertaling: Edward Caswall
- 2005 Beati Quorum Remissae, voor 2 gemengde koren - tekst: Psalm 32
- 2005 Psalm 95, voor vrouwen- of kinderkoor (SA) en orgel
- 2005 Missa Brevis, voor gemengd koor en orgel
- 2005 A Sabbath Morning at Sea, voor gemengd koor (of vrouwenkoor, of mannenkoor) - tekst: Elizabeth Barrett Browning
- 2005 The Voice, voor gemengd koor en dubbelde vrouwenkoor - tekst: Matthew Arnold
- 2006 Vesper Responsory, voor tenor en gemengd koor
- 2006 Advent Responsory, voor tenor en gemengd koor
- 2008 Fantasy on a Theme by William Billings, voor vrouwenkoor en gemengd koor - tekst: William Billings
- 2008 Sleeping at Last, voor gemengd koor (SSATB) - tekst: Christina Rossetti
- 2008 Look down, fair moon, voor sopraan, alt, tenor en gemengd koor - tekst: Walt Whitman
- 2008 Magnificat and Nunc Dimittis, voor kinderkoor (of vrouwenkoor) en orgel
- 2009 Diptych: The Swan and the Shadow, voor gemengd koor, cello en orgel - tekst: William Carlos Williams en F.S. Flint
- 2010 Three Madrigals, voor gemengd koor
- 2010 An Ode, voor gemengd koor
- 2011 Out of the South Cometh the Whirlwind, voor gemengd koor en orgel
- 2011 War-Dreams, voor gemengd koor (SATTB)[3]
- 2011 Gabriel's Message, voor dubbelkoor en orgel
- 2011 A Christmas Carol, voor gemengd koor (SATTB)
- 2012 To Keep a True Lent, voor gemengd koor
- 2012 Into One Harmony, voor solisten, gemengd koor en orgel
- 2012 Three Lacquer Prints, voor gemengd koor
- 2012 Alleluia. The stone was rolled away, voor gemengd koor
- 2012 The Calgary Service, voor congregatie stemmen en orgel
- 2013 Magnificat, voor gemengd koor en orgel
- 2013 Come to the Road, voor gemengd koor

#### Liederen
- 2002 Days of Innocence, voor sopraan en piano - tekst: E.E. Cummings
- 2003 for nothing less than thee, voor tenor, klarinet en piano - tekst: John Donne
- 2004 Under the Night Forever Falling, voor tenor en piano - tekst: Dylan Thomas
- 2005 Canticle nr. 1, voor sopraan, contratenor, tenor en piano - tekst: King James Version
- 2005 The Amber Hand, voor sopraan en strijkkwartet (of piano vierhandig) - tekst: D.H. Lawrence, Thomas Hardy en Emily Dickinson
- 2006 deep inside the woods, voor sopraan en piano - tekst: Ivy Wang
- 2007 Three Lullabies, voor tenor en piano - tekst: Josiah Gilbert Holland, William Shakespeare en Lord Alfred Tennyson
- 2008 La Corona, voor sopraan, viool en piano - tekst: John Donne
- 2008 Nativity, voor contratenor en orgel - tekst: John Donne
- 2008 rev.2009 Pictures of the Floating World, voor sopraan en piano - tekst: Amy Lowell
- 2010 Green Knolls, voor sopraan en orkest - tekst: Amy Li
- 2011 Lay thy cheek to mine, love, voor tenor en piano
- 2011 On the Death of Claude Debussy, voor bariton en piano
- 2011 Recitative and Aria (for the dedication of an organ), voor mezzosopraan, barokfluit en orgel
- 2012 Cautionary Tales for Children, voor tenor en piano

### Kamermuziek
- 2000 Sonata, voor viool en piano
- 2002 Strijkkwartet nr. 1
- 2002 The Phases of the Moon, voor dwarsfluit, klarinet, piano, slagwerk, viool en cello
- 2004 Fantasy, voor hoorn en piano
- 2005 Meditations, voor viool en baskoto
- 2006 Strijkkwartet nr. 2
- 2006 The Last Words of Ophelia, voor dwarsfluit en piano
- 2007 Music for a High Ceremony, voor trompet in C en orgel
- 2007 The Muses, voor barokviool, Viola da Gamba en klavecimbel (of vioolconsort)
- 2008 Memory-Étude, voor viool en live elektronica
- 2012 Échos amicaux, voor 2 hoorns en orgel (2 organisten)
- 2012 The New Wilderness, voor althobo en piano

### Werken voor orgel
- 2003 Chaconne
- 2005 Postlude
- 2006 rev.2010 Sonate
- 2010 Variations on an Old American Tune
- 2011 Fanfare and Toccata
- 2012 Prelude on "Resignation"
- 2012 Fantasia on "Iste Confessor"